# Johann Friedrich Knapp (Schriftsteller)
Johann Friedrich Knapp (* 15. April 1780; † nach 1832) war ein deutscher Schriftsteller. Er lebte in Elberfeld, ab etwa 1832 in Schwelm.

## Schriften
- Geschichte der Deutschen am Niederrhein und in Westphalen. 1830 (Online: ULB Münster)
- Regenten und Volksgeschichte der Länder Cleve, Mark, Jülich, Berg und Ravensberg. Vom Karl den Großen bis ihre Vereinigung mit der preussischen Monarchie (768 - 1815). 3 Bände, Elberfeld, 1831/1836
- Geschichte, Statistik und Topographie der Städte Elberfeld und Barmen im Wupperthale. Verlag Langewiesche, Iserlohn und Barmen, 1835 (Online: Google Bücher)
- Niederrheinisch-westphälische Geschichten von der ältesten bis auf die neueste Zeit; ein Lehr- und Lesebuch für Schule und Haus. Verlag Rohl, 1837
- Selbstbiographie. Barmen, Verlag J. F. Steinhaus, 1840 (Online; enthält ab S. 306 seine literarischen Beschäftigungen)

| Personendaten    | Personendaten            |
| ---------------- | ------------------------ |
| NAME             | Knapp, Johann Friedrich  |
| KURZBESCHREIBUNG | deutscher Schriftsteller |
| GEBURTSDATUM     | 15. April 1780           |
| STERBEDATUM      | nach 1832                |